# Darlington (Wisconsin)
Darlington település az Amerikai Egyesült Államok Wisconsin államában, Lafayette megyében, melynek megyeszékhelye is. Lakosainak száma 2462 fő (2020. április 1.).

## Története
Az első fehér település a város határain belül egy rönkház volt, amelyet Jamison Hamilton épített 1836-ban. Az első postahivatalt 1852-ben nyitották meg. 1856 őszén elérte a várost a Mineral Point vasút. 1857-ben a megyeszékhelyet Shullsburgból Darlingtonba helyezték át.

## Népesség
A település népességének változása:

| 2010 | 2 451 |
| 2020 | 2 462 |